# Шаверни
Шаверни (фр. Cheverny) насеље је и општина у централној Француској у региону Центар (регион), у департману Лоар и Шер која припада префектури Блоа.
По подацима из 2011. године у општини је живело 955 становника, а густина насељености је износила 28,94 становника/km². Општина се простире на површини од 33 km². Налази се на средњој надморској висини од 85 метара (максималној 116 m, а минималној 78 m).

## Демографија
| 1962. | 1968. | 1975. | 1982. | 1990. | 1999. | 2011. |
| ----- | ----- | ----- | ----- | ----- | ----- | ----- |
| 705   | 743   | 715   | 842   | 900   | 986   | 955   |

График промене броја становника у току последњих година